# Alexander Van der Bellen
Alexander Van der Bellen (n. 18 ianuarie 1944, Viena, Austria) este un politician și economist austriac, din 2017 președinte al Austriei. Între 1997 și 2008 a fost președinte al grupului parlamentar și purtător de cuvânt federal al Partidului Verzilor din Austria.
Van der Bellen sprijină politici economice ecologiste, social-liberale și pro-europene.

## Familia
Van der Bellen s-a născut în Viena. Tatăl său, de origini aristocratice, s-a născut în Rusia, iar mama în Estonia. Familia Van der Bellen este formată din descendenții unui sticlar olandez care a emigrat în Imperiul Țarist în 1763. În Rusia familia Van der Bellen a fost înnobilată, iar bunicul lui  Alexander Van der Bellen, având același nume, a fost un politician liberal, șeful administrației locale din orașul Pskov (aproape de granița cu Estonia), înainte de Revoluția Rusă din 1917. În 1919 bunicii lui Van der Bellen, împreună tatăl său și unchii săi, au fugit de bolșevici și s-au refugiat în Estonia, care își declarase recent independența. Când Uniunea Sovietică a invadat Estonia, în 1940, părinții lui Van der Bellen au fugit în Germania, ajungând într-o tabără de refugiați. În cele din urmă s-au stabilit în Austria, la Viena, de unde au fugit apoi din nou din calea Armatei Roșii, ajungând în Tirol, unde Alexander Van der Bellen și-a petrecut copilăria. El însuși s-a descris ca fiind „copilul unor refugiați”.

## Carieră

### Carieră academică
În 1962 a absolvit Gimnaziul Academic din Innsbruck (Akademisches Gymnasium Innsbruck), cea mai veche școală din vestul Austriei. A studiat apoi economia la Universitatea din Innsbruck, terminând doctoratul în 1970. A obținut titlul de docent în 1975. 
Între 1968 și 1970 a lucrat ca asistent la Institutul de finanțe al Universității din Innsbruck, iar între 1972 și 1974 la Institutul internațional de management din Berlin. În 1976 a fost numit profesor asociat la Universitatea din Innsbruck. În 1980 a devenit profesor de economie la Universitatea din Viena, iar ulterior șeful catedrei de economie. Din 1990 până în 1994 a fost decanul Facultății de științe sociale și economie la Universitatea din Viena.

### Carieră politică
Fost membru al Partidului Social-Democrat din Austria, Van der Bellen a devenit membru al Consiliului național al Austriei (camera dominantă a Parlamentului Austriac) din partea Partidului Verzilor, în 1994. În 1997 a devenit purtătorul lor de cuvânt, iar în 1999 șeful grupului parlamentar al verzilor. A demisionat după alegerile din 2008, când verzii pierduseră voturi, pentru prima dată în ultimul deceniu. În 2010 a devenit comisar al orașului Viena pentru universități și cercetare, iar în 2012 s-a alăturat Consiliului Local al orașului Viena.
În toate clasamentele de popularitate, Van der Bellen înregistrează scoruri mai mari decât partidul din care face parte. Îi sunt apreciate comportamentul civilizat (chiar și în dezbaterile cele mai aprinse), onestitatea și vastele cunoștințe în domeniul economic.
Van der Bellen are doi copii adulți din prima căsătorie. A candidat independent și a câștigat alegerile prezidențiale din 2016.   Nu a fost nominalizat de către partidul său, chiar dacă acesta i-a sprijinit campania din punct de vedere financiar.

## Alegerile prezidențiale din 2016
Van der Bellen a fost ales în al doilea tur de scrutin, în urma unei curse prezidențiale strânse. Contracandidatul său în al doilea tur de scrutin a fost Norbert Hofer din partea partidului de extremă dreapta FPÖ. Alegerile au fost însă anulate de Curtea Supremă din cauza unor nereguli reclamate de contracandidatul său, în condițiile în care rezultatul a fost unul strâns. Alegerile s-au repetat în decembrie, de această dată Van der Bellen câștigând detașat, cu 53,6% din voturi. Învestirea sa în funcție a avut loc în data de 26 ianuarie 2017.

## Distincții
În mai 2004 Van der Bellen a fost decorat cu Ordinul de Merit al Republicii Austriece, cea mai înaltă distincție acordată de țara sa.